# Antonio I (patriarca di Georgia)
Anton I Didi, in georgiano ანტონ I?, catholikos di Georgia (1719 – 1º marzo 1788), è stato un vescovo ortodosso georgiano.
Figlio del re Jesse di Karthli, fu vescovo di Kuthais dal 1740 e katholikos dal 1744 al 1755, anno in cui, accusato di simpatie per i missionari cattolici in Georgia, fu deposto.
Nel 1762 fu reintegrato e occupò la carica sino alla morte.